# مسجد خاص
المسجد الخاص في اصطلاح الفقهاء هو مسجد المحلَّة، والمراد به ما له إمام وجماعةٌ معلومون وهو المسجد ال‍راتب ومسجد الجماعة.